# Stafford (New York)
Stafford è un comune degli Stati Uniti d'America, situato nello stato di New York, nella contea di Genesee.